# 单叶贯众
单叶贯众（学名：Cyrtomium hemionitis）为鳞毛蕨科贯众属下的一个种。

## 扩展阅读
- 維基物種上的相關：单叶贯众